# 洞井瑶族乡
洞井瑶族乡是中华人民共和国广西壮族自治区桂林市灌阳县下辖的一个民族乡。

## 行政区划
洞井瑶族乡下辖以下村级行政区划单位：
洞井村、桂平岩村、椅山村、太和村、石家寨村、保良村、野猪殿村、大竹源村和小河江村。

## 中国传统村落
2012年，洞井村被评为首批“中国传统村落”。